# Юсупова, Нафиса Исламовна
Нафиса Исламовна Юсупова (26 января 1953, Прилуки, Черниговская область, Украинская ССР — 19 марта 2023, Уфа, Республика Башкортостан) — советский, российский учёный- физик. Доктор технических наук (1998), профессор (1998). Заслуженный деятель науки Республики Башкортостан (2000). Почётный работник высшего профессионального образования Российской Федерации (2007). Изобретатель СССР (1988).

## Биография
Нафиса Исламовна Юсупова родилась 26 января 1953 года в городе Прилуки Черниговской области Украины, где тогда служил отец — Ислам Юсупович Юсупов. Профессор И. Ю. Юсупов был основателем кафедры автоматизации производственных процессов УГАТУ.
В 1975 году окончила Воронежский государственный университет .
С 1975 года работала в Уфимском государственном авиационном техническом университете.
С 1989 года — декан факультета информатики и робототехники, одновременно с 1998 года- заведующая кафедрой вычислительной математики и кибернетики.
Доктор технических наук (1998), профессор (1998).
Скончалась 19 марта 2023 года в Уфе.

## Научная деятельность
Научные исследования Н. И. Юсуповой посвящены теории искусственного интеллекта.
Юсуповой разработаны методология управления сложными техническими объектами в условиях помех и критических ситуаций, модели представления знаний об опасных объектах и возможных сценариях развития аварий, метод классификации предприятий в соответствии с угрозой банкротства и др.
Автор более 400 научных работ и 44 изобретений.

## Почётные звания и награды
- Заслуженный деятель науки Республики Башкортостан (2000).
- Почётный работник высшего профессионального образования РФ (2007).
- Знак «Изобретатель СССР» (1988).

## Научные труды
- Университетские образовательные программы. Модели и методы для сопоставительного анализа опыта разных стран. М., 2006 (соавт.);
- Информационное обеспечение управления и контроля. М., 2008 (соавт.);
- Философские и прикладные вопросы методологии искусственного интеллекта. М., 2009 (соавт.) и др.[5]